# دنيا (اسم)
دنيا هو اسم علم شخصي مؤنث عربي سُمي به تشبهاً بما تحويه الدنيا من مباهج وجمال ويعتبر من أكثر الأسماء المنتشرة بين الإناث في العالم العربي.

## الشخصيات
- دنيا سمير غانم ممثلة مصرية
- دنيا بطمة مغنية مغربية
- دنيا عبد العزيز ممثلة مصرية
- دنيا بوتازوت ممثلة مغربية
- دنيا ميخائيل شاعرة عراقية
- دنيا المصري ممثلة مصرية
- دنيا حامد ملكة جمال مصرية
- دنيا فياض شاعرة لبنانية
- دنيا مسعود ممثلة مصرية